# Datafication
La datafication est une tendance technologique transformant de nombreux aspects de notre vie en données, considérées comme des informations permettant la création d'une nouvelle forme de valeur. Ce terme a été introduit en 2013 par Kenneth Cukier et Victor Mayer-Schöenberger dans un examen des processus de «big data» dans les entreprises et les sciences sociales, où l’on présente la datafication d’un phénomène comme la transcription quantifiée de celui-ci pour qu’il puisse être étudié.

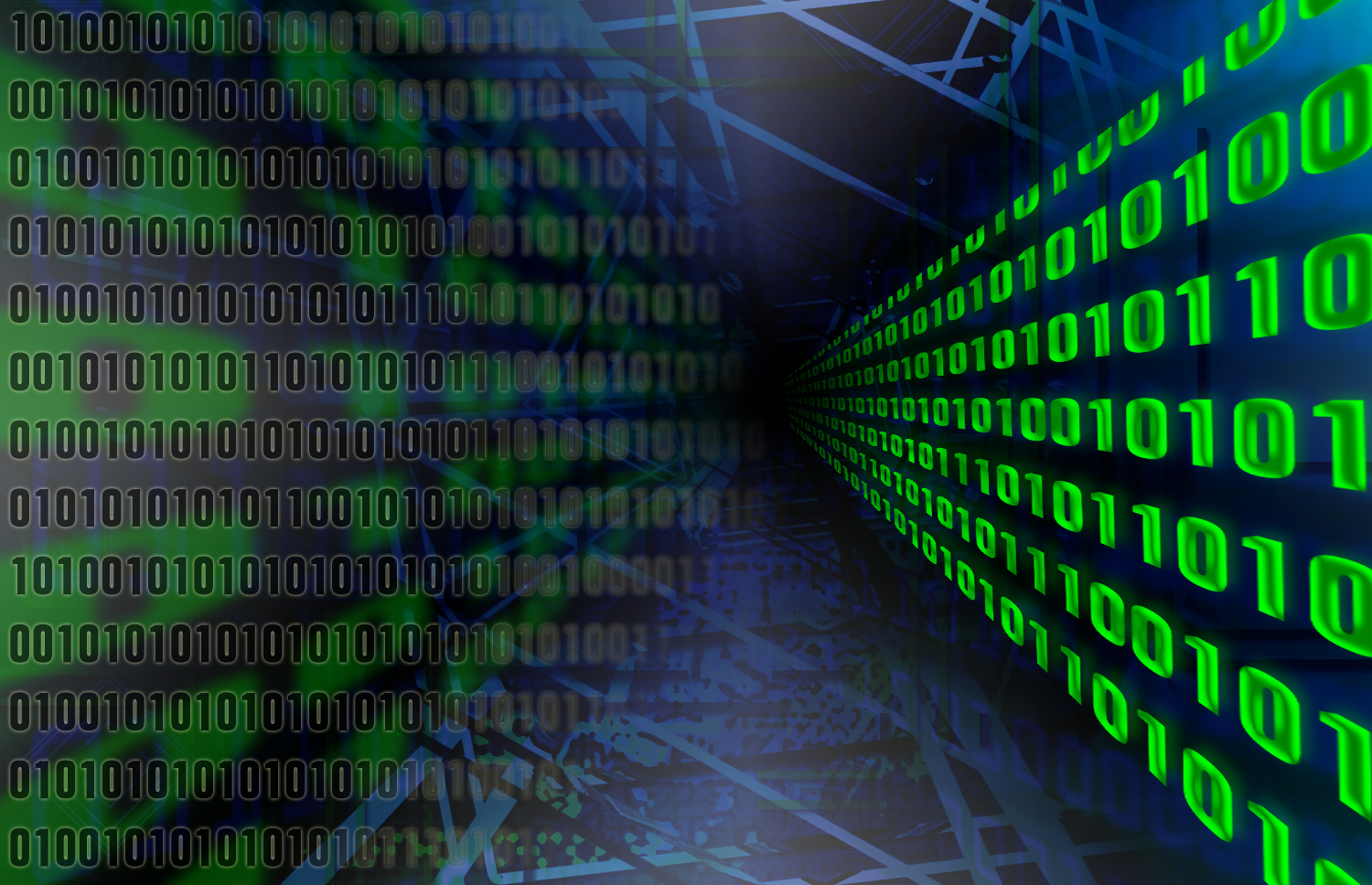
Le terme "Big Data" désigne un phénomène technologique apparu depuis le milieu des années 1980 où les ressources d’informations dont les caractéristiques en termes de volume, de vélocité et de variété imposent l’utilisation de technologies et de méthodes analytiques particulières pour générer de la valeur et qui dépassent en général les capacités d'une seule et unique machine et nécessitent des traitements parallélisés.

La datafication renvoie également à une croyance répandue que l'exploration de grandes masses de données à la capacité d'accélérer le rythme des découvertes et des innovations dans les secteurs concernés.

## Construction du concept
Ce concept est donc étroitement lié à celui de « donnée » (datum) et de « données massives » (big data).
Les données existent depuis l’aube de l’humanité, dans l’Antiquité, le terme de « données », au sens de « fait », était déjà le titre d’un ouvrage d’Euclide, dans lequel celui-ci s’appliquait à expliquer la géométrie à partir de ce qui était connu et attesté comme tel. Le sens du mot a progressivement évolué pour désigner la transcription d’un phénomène en un certain nombre de chiffres qui vont pouvoir être organisés et analysés. La notion de « données » fait ainsi référence à un processus d’adaptation et de transcription du réel, processus qualifié tantôt de « mise en données », tantôt de « datafication » (de l’anglais « to datafy »).
Avec les technologies numériques, la production de données n’a cessé de croître de manière exponentielle, à l'image du phénomène de Big Data. Cette production et collecte n’est qu’un avant-gout de ce qui adviendra très prochainement avec le développement de l’internet des objets (IoT) et autres capteurs en cours de déploiement dans la plupart des espaces du monde. Tout ceci conduisant à une datafication de la société.

## Exemples
Les nouvelles technologies ont permis de mettre en place une multitude de nouvelles façons de "datifier" nos activités habituelles. La Datafication se traduit donc dans différents secteurs, comme dans celui des médias sociaux et de communication avec la manière dont Twitter collecte et analyse les pensées parasites ou bien la datafication des Ressources Humaines par LinkedIn.
Une grande partie des activités quotidiennes est désormais suivie automatiquement. Le réseau d'amis est désormais répertorié sur Facebook. Le réseau de relations professionnelles est renseigné sur LinkedIn. Les préférences musicales sont enregistrées sur Spotify. Toutes ces données sont considérées comme des informations qui peuvent générer de la valeur.
La datification est également très présente dans le monde des affaires. Par exemple, la plupart des véhicules commerciaux utilisent désormais le GPS pour suivre et optimiser les trajets. Même les pneus sont en train de devenir des objets numériques : Pirelli a intégré dans certains pneus des capteurs qui renvoient en permanence des informations sur la pression et la température de ceux-ci. Ces informations sont utilisées pour calculer l'usure des pneus, ce qui permet d'allonger leur durée de vie et d'optimiser la maintenance préventive.

## Utilisation

### Ressources humaines
Les données obtenues à partir des téléphones mobiles, des applications ou de l'utilisation des médias sociaux sont utilisées pour identifier les employés potentiels et leurs caractéristiques spécifiques telles que le profil de prise de risque et la personnalité. Ces données vont remplacer les tests de personnalité traditionnels ou les examens qui mesurent la pensée analytique. Ainsi l'utilisation des données obtenues par la datafication changera les examens existants et de nouvelles mesures de la personnalité seront développées,.

### Banque et Assurance
Les données sont utilisées pour comprendre le profil de risque d'une personne et sa probabilité de rembourser un prêt.

### Gestion de la relation client
Diverses industries utilisent la datafication pour mieux comprendre leurs clients et créer des déclencheurs appropriés en fonction de la personnalité et du comportement de chaque client. Ces données sont obtenues à partir du langage et du ton qu'une personne utilise dans ses courriels, ses appels téléphoniques ou ses médias sociaux.

### Ville intelligente
Grâce aux données obtenues à partir des capteurs mis en place dans la ville intelligente, les problèmes qui peuvent survenir peuvent être remarqués et résolus dans des domaines tels que le transport, la gestion des déchets, la logistique et l'énergie. Sur la base des données en temps réel, les usagers pourraient modifier leur itinéraire en cas d'embouteillage. Grâce aux capteurs capables de mesurer la qualité de l'air et de l'eau, les villes peuvent non seulement acquérir une compréhension plus détaillée des niveaux de pollution, mais aussi adopter de nouvelles réglementations environnementales basées sur des données en temps réel.

### Culture
Un autre secteur qui est actuellement sous l’emprise de la « datafication » est celui de la culture. Les données produites par nos activités culturelles intéressent fortement les « data scientists » qui voient là une occasion pour appliquer leurs outils de prédiction à un objet qui était jusqu’ici difficile à modéliser. Par exemple, la fréquentation des salles en fonction de certains critères cinématographique, ou bien les scénarios qui plaisent le plus aux spectateurs, ou encore avoir la possibilité de suggérer des films en fonction de ceux précédemment visionnés. La datafication culturelle ne s'arrête pas là et touche également les musées qui se sont lancés dans la collecte des données de leurs visiteurs pour à la fois élaborer des stratégies publicitaires et promotionnelles et également pour établir la programmation de leurs musées ,.

## Notions liées
- Science des données
- Numérisation/ Digitalisation
- Transformation numérique
- Big data
- Éthique de l'intelligence artificielle
- Apprentissage automatique
- Surveillance de masse
- Capitalisme de surveillance